# Райца
Райца (бел. Ра́йца) — агрогородок в Кореличском районе Гродненской области Беларуси. Административный центр Райцевского сельсовета. Население 305 человек (2009).

## География
Агрогородок находится в 14 км к юго-западу от Кореличей. Через Райцы проходит местная дорога Кореличи — Валевка.

## История

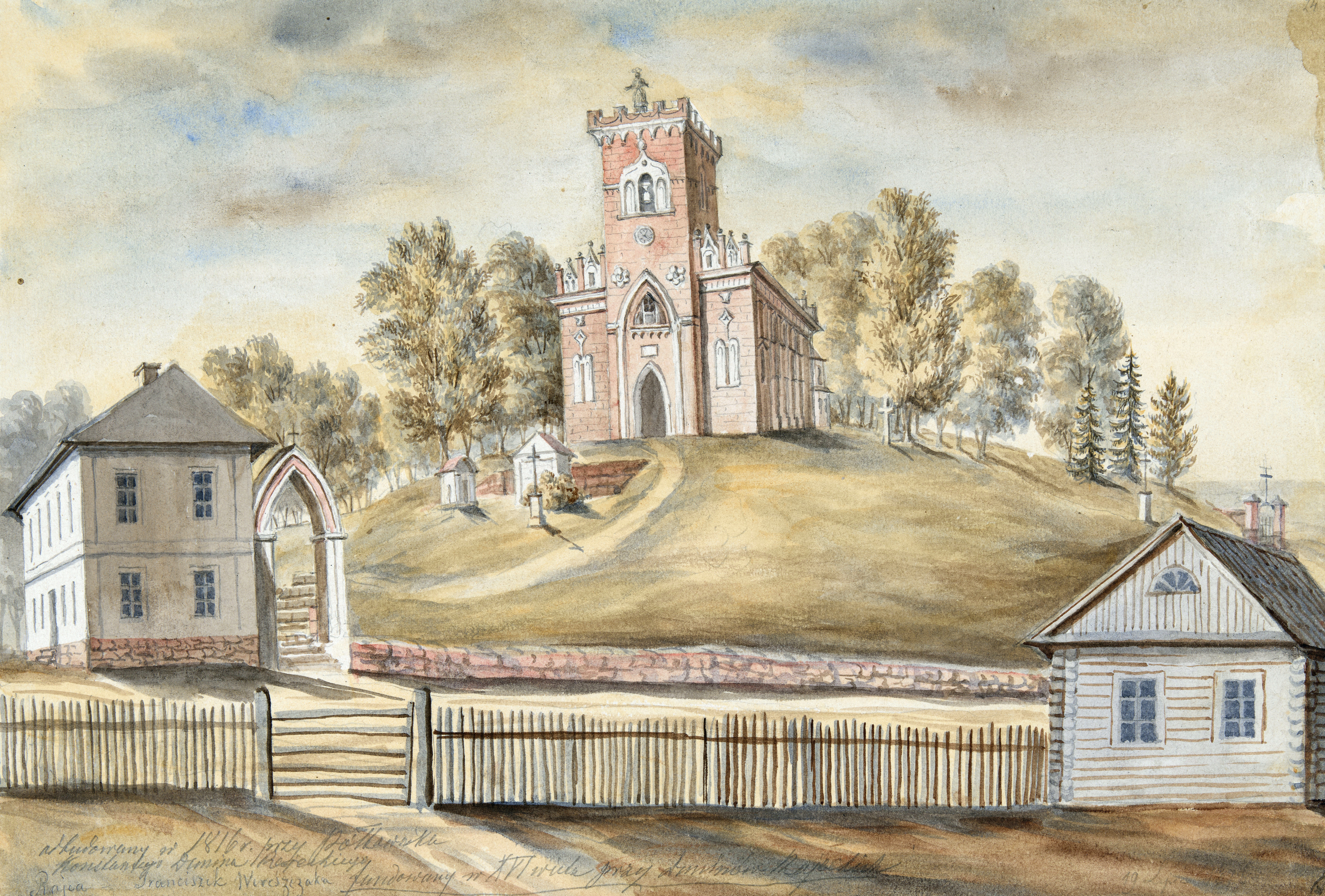
Райца на картине Наполеона Орды (1870)

Первое упоминание этого имения приходится на 1510 год, когда Райца принадлежала Богушу и Мишке Веращаки. Далее хозяйничали в ней, по очереди, Наумовичи и Гаштольды.
До XVIII века имение принадлежало роду Раецким.
В документах Визитов униатских церквей Минского и Новогрудского соборов 1680-1682 годов в Райцы упоминается церковь в честь Рождества Христова, возведенная на средства Раецких. Священником в приходе служил о. Николай Раецкий, ему помогал о. Андрей Томашевский. Приход объединял 405 верующих.
В XIX веке принадлежало Юзефу Верещаку, брату возлюбленной Адама Мицкевича Марыли Верещак. В 1897 Веращаки продали имение Путкамерам.
В 1817 году в Райце выстроен костёл, который после подавления восстания 1863 года был переделан в православную Спасо-Преображенскую церковь. С 2003 года — церковь св. Варвары.

### Новейшее время
25 марта 1918 года согласно Третьей Уставной грамотой Райцы провозглашалась частью Белорусской Народной Республики. 1 января 1919 года в соответствии с постановлением I съезда КП(б) Беларуси она вошла в состав Белорусской ССР. В соответствии с Рижским мирным договором 1921 года Райца оказалась в составе межвоенной Польской Республики.
В 1939 году Райца вошла в БССР. После Второй мировой войны в бывшем дворянском доме разместился госпиталь, позже — больница и поликлиника, потом — сельская амбулатория. В конце 1990-х годов здание опустел и, как и парк, начал приходить в упадок. В 2009 году сильно заброшенное здание приобрела семья художников, которые обязались создать здесь частный дом-музей соломки и современного искусства
В советское время власти пытались разрушить церковь тракторами. Однако, сделать этого не смогли и справились только стянув статую Девы Марии с фасада и разорив декоративные башни и контрфорсы, которые украшали здание. Памятник восстановили в 2000-е годы как церковь Белорусского экзархата Московского патриархата под титулом Святой Варвары.
Усадьба в селе известна с конца XVIII века. Деревянный усадебный дом, сохранившийся до наших дней, построен в XIX веке, частично сохранившийся парк заложен во второй половине XIX века.
На 2001 год в Райцы было 119 дворов. В 2000-е годы она получила официальный статус агрогородка.

## Культура
- Дом культуры
- Народный историко-краеведческий музей «Истоки» ГУО «Райцевский учебно-педагогический комплекс детский сад - средняя школа»

## Достопримечательности
- Православная церковь Святой Варвары, 1817 год.
- Спасо-Преображенская церковь (1817; бывший костёл, ныне Православная церковь Святой Варвары)
- Здание плебании, XIX век
- Усадьба Раецких-Путкамеров
  - Усадебный дом, XIX век
  - Гербовый столб «Лебедь», первая половина XIX века
  - Парк, вторая половина XIX века

### Памятник, скульптура
- Памятник Н. Гастелло и землякам, которые погибли в Великую Отечественную войну. Установлен в 1967 году в память о 182 земляках, погибших на фронтах, 6 в партизанской борьбе, 35 жителей, погибших в период немецко-фашистской оккупации. Установлено 6 стел с именами. Перед стелами – памятник Герою Советского Союза Н. Гастелло.

## Галерея

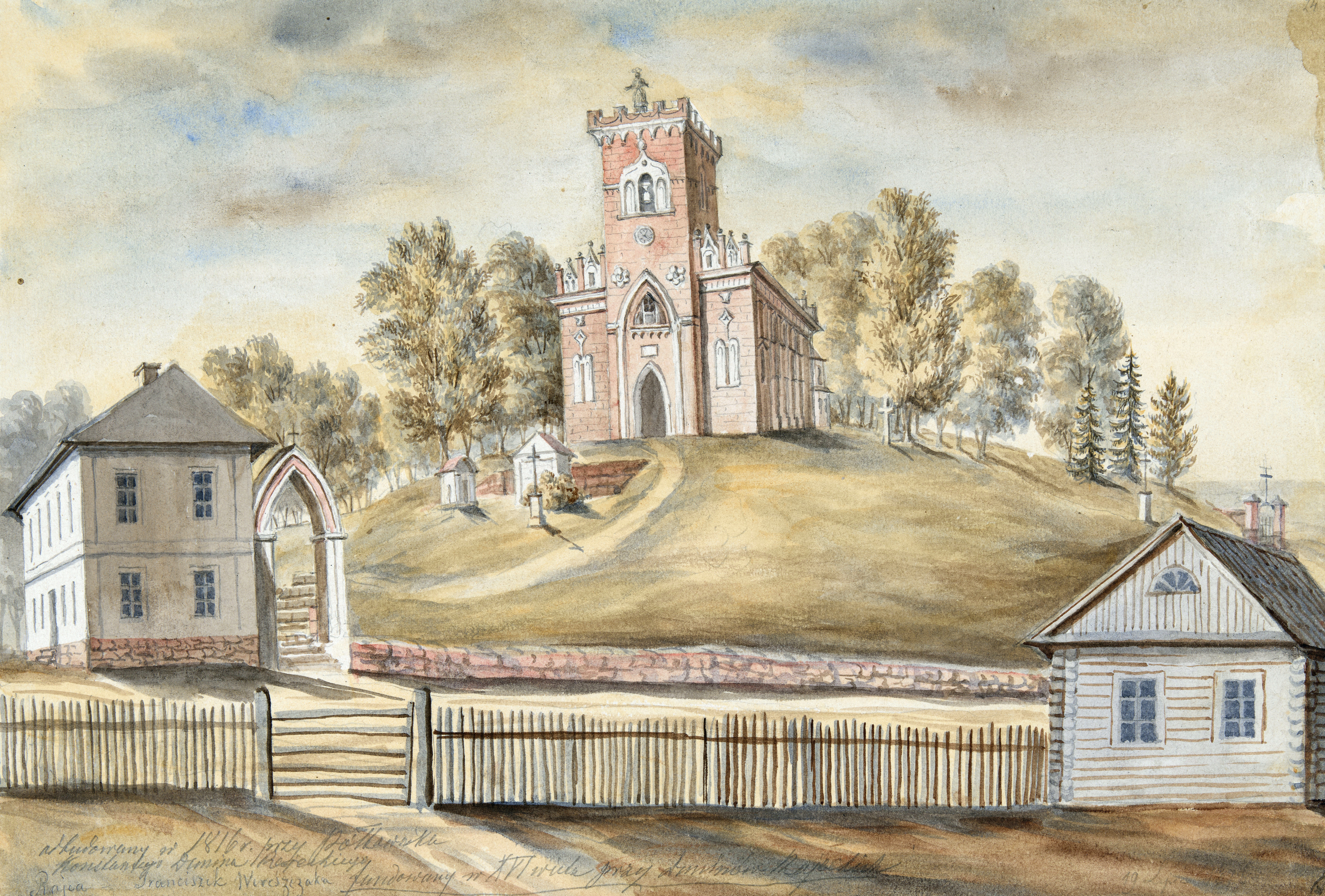
Райца на картине Наполеона Орды (1870)
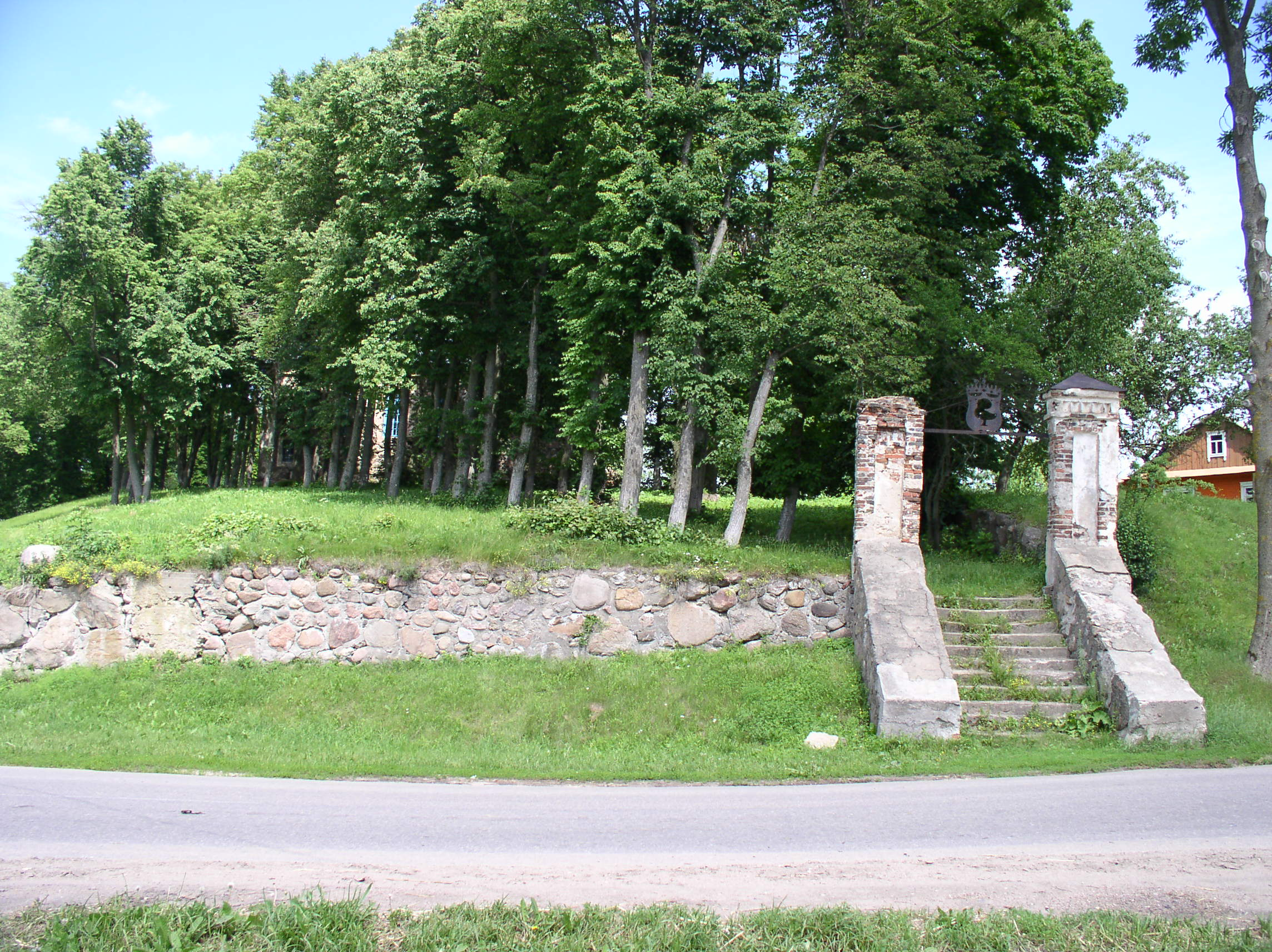
Парк около церкви Святой Варвары. Брама
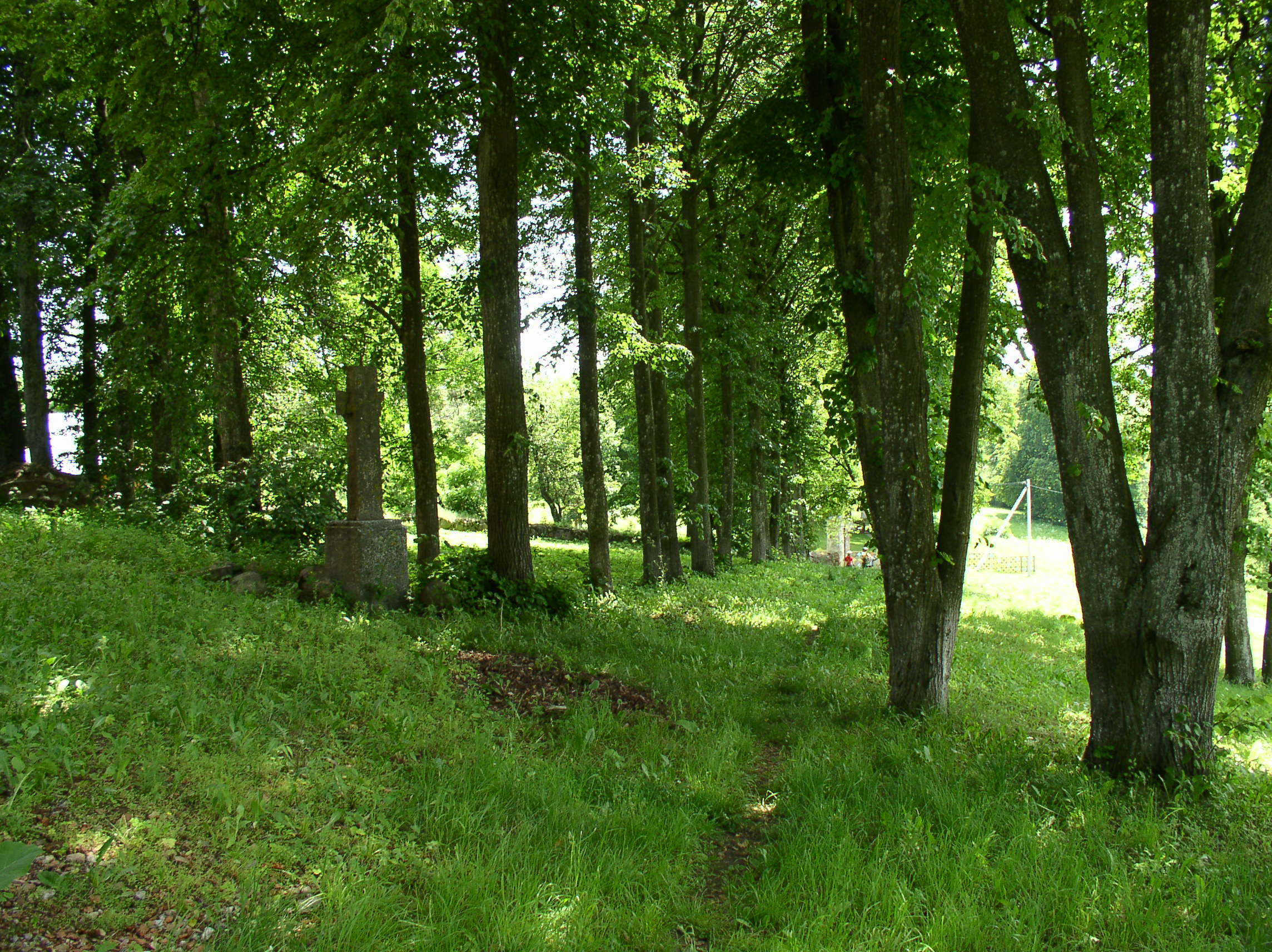
Парк
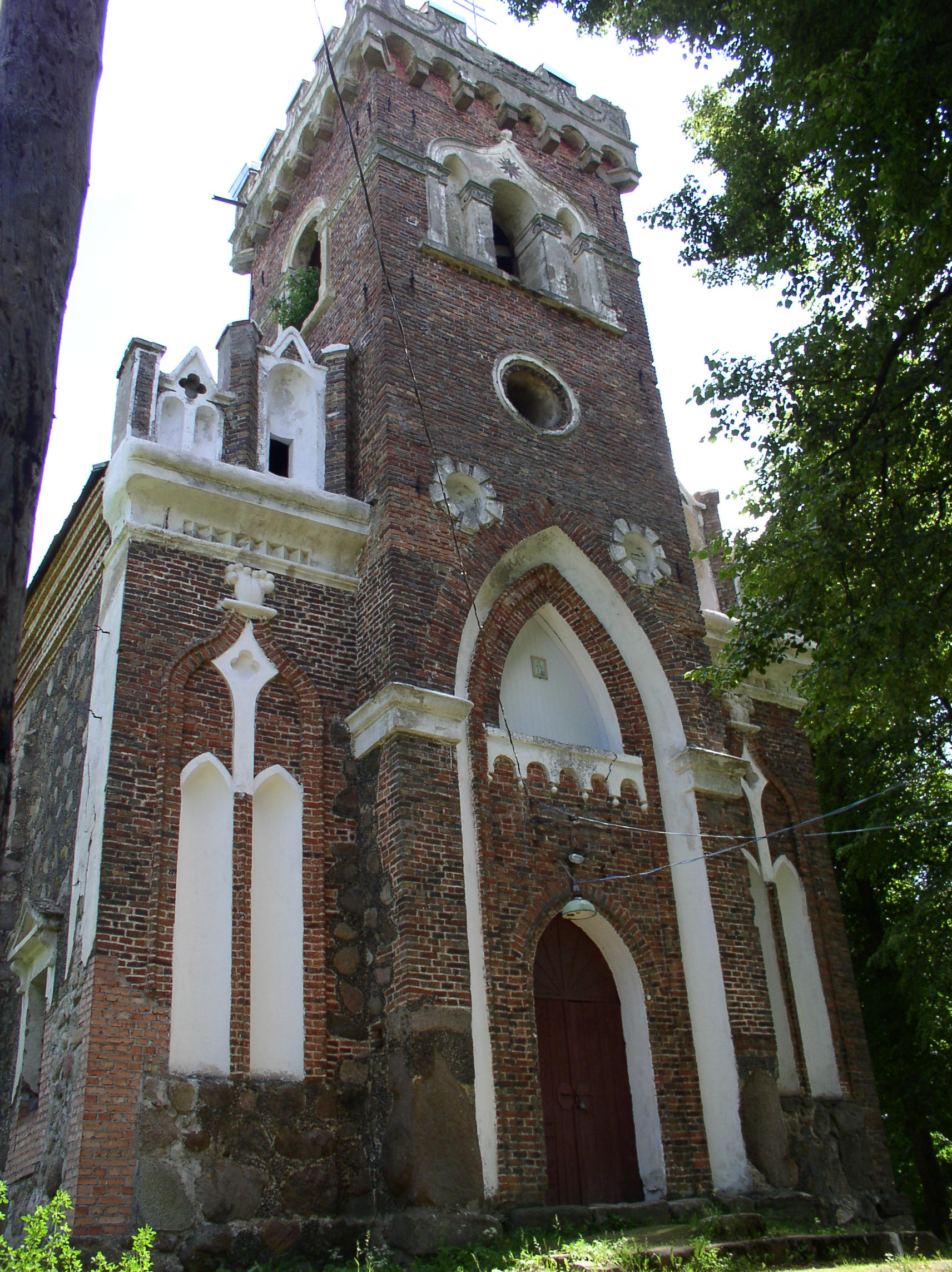
Церковь Святой Варвары
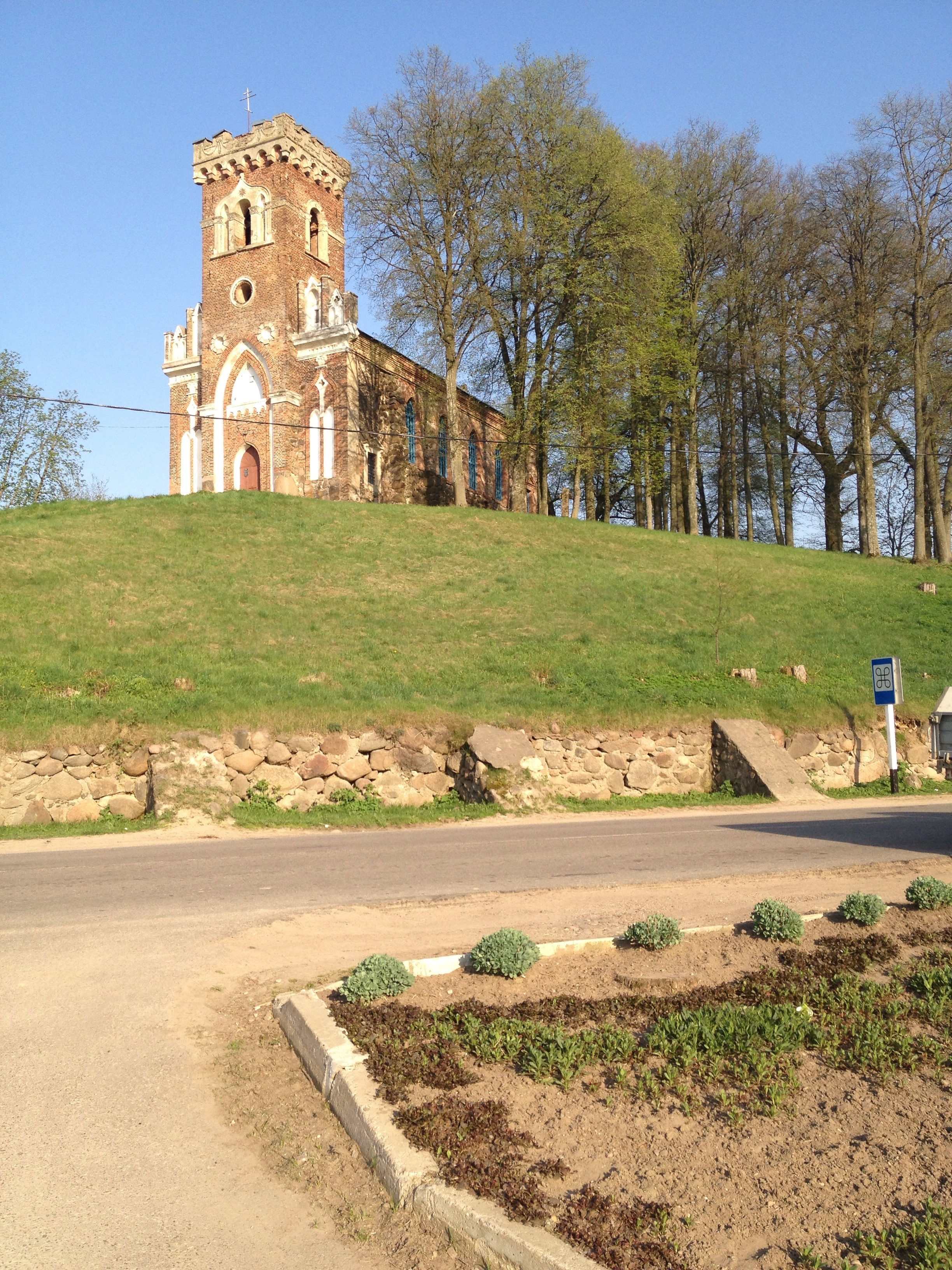
Общий вид
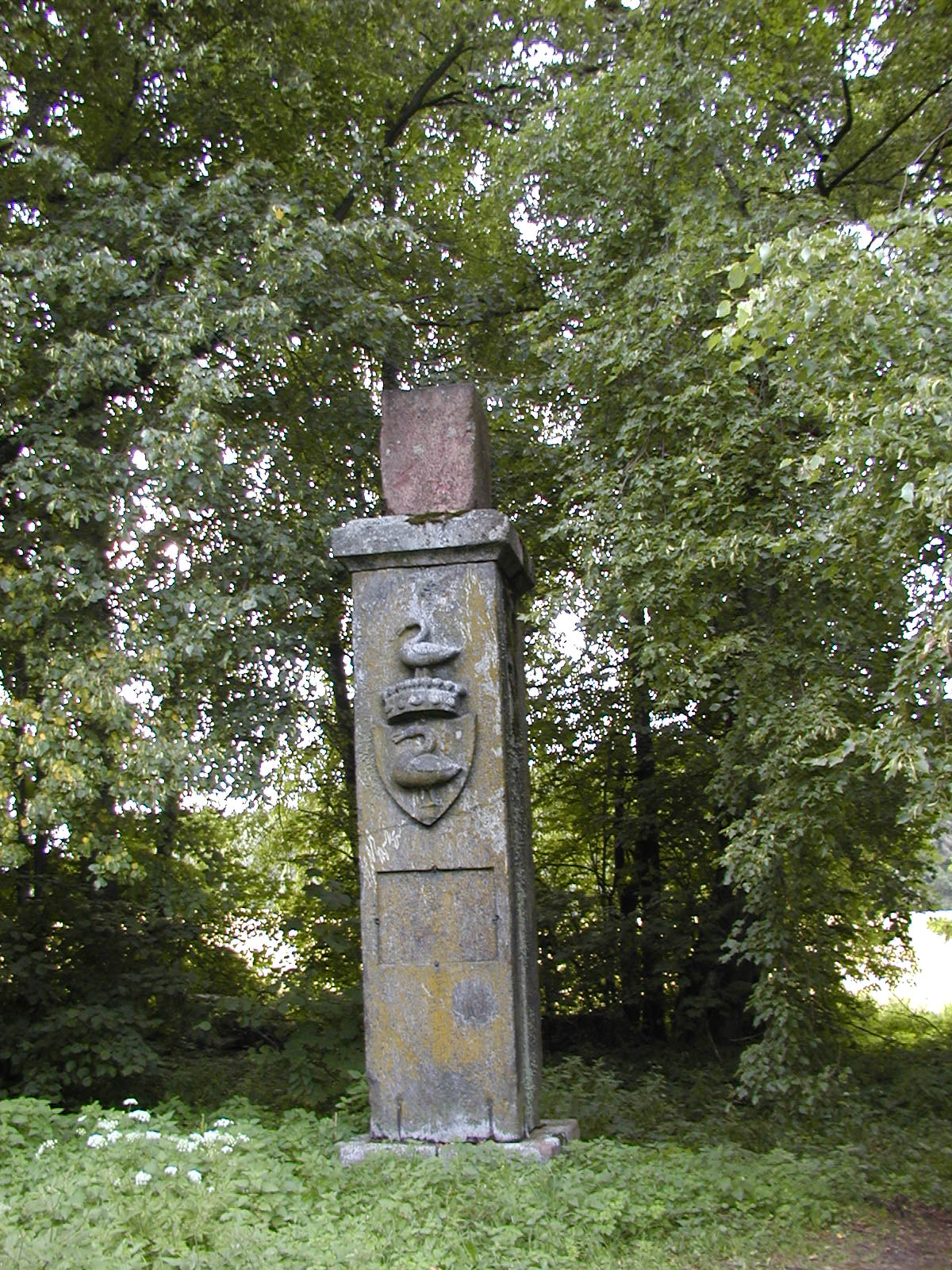
Гербовый столб «Лебедь»